# Cleptochiton tumidulus
Cleptochiton tumidulus är en insektsart som beskrevs av Alexander Fyodorovich Emeljanov 1964. Cleptochiton tumidulus ingår i släktet Cleptochiton och familjen dvärgstritar. Inga underarter finns listade i Catalogue of Life.